# Markt Hartmannsdorf
Markt Hartmannsdorf è un comune austriaco di 2 971 abitanti nel distretto di Weiz, in Stiria; ha lo status di comune mercato (Marktgemeinde).